# 식샤를 합시다 3
《식샤를 합시다 3》는 2018년에 tvN에서 방송된 텔레비전 드라마 작품이었는데, 이는 이른바 《식샤를 합시다》의 세 번째 시즌이다.

## 등장인물

### 주요
- 윤두준: 구대영(34세) 역

- 백진희: 이지우(34세) 역 - 호흡기내과 간호사

- 이주우 : 이서연(34세) 역 - 이지우 동생. 무직

- 안우연: 선우선(29세) 역 - 씨큐푸드 신제품 개발 팀장

### 2004년

#### 단무지 3인방
- 병헌: 김진석(20세) 역 - 기계공학과 04학번 신입생, 대영의 친구
- 김동영: 배병삼(20세) 역 - 기계공학과 04학번 신입생, 대영의 친구
- 서벽준: 이성주(20세) 역 - 기계공학과 04학번 신입생, 대영의 친구

#### 명진빌라
- 민경진: 주인집 할아버지 역
- 성정선: 주인집 할머니 역

#### 지우의 주변 인물
- 미상: 서연의 아버지 역
- 미상: 서연의 어머니 역

### 2018년

#### 지우의 직장 동료
- 노수산나: 허윤지(37세) 역 - 호흡기내과 간호사

#### 지우의 가족
- 이지현: 김미숙(59세) 역 - 지우의 어머니
- 개: 콩알이(14세) 역

### 그 외 인물
- 임서연: 선우선의 사촌누나 역
- 남태부
- 신현아: 성주 여자친구 & 성주 아내 역
- 유영빈
- 황성호
- 배태준
- 이재은
- 신상용
- 김예윤
- 김상욱
- 이선영
- 원예향: 지현 역 - 신제품 개발 팀원
- 신수항: 엘리트 신입사원 역
- 정호
- 유준아
- 최남욱
- 신승용
- 최교식
- 이자령
- 안영미
- 김재철
- 유장영
- 최나무
- 임재근
- 민정섭
- 박윤식
- 김왕근
- 박승태
- 김난희
- 서진욱
- 백현주
- 안수빈
- 다리오 리
- 박원호
- 김은수 : 알바생 역
- 김혜윤 : 교통사고 부상 환자의 딸 역

### 특별 출연
- 이주승: 안찬수 역
- 서현진: 백수지 역
- 이원일
- 김민규
- 손성윤

## 시청률
최저 시청률과 최고 시청률은 시청률 조사회사와 지역별로 시청률에 차이가 있을 수 있습니다.
| 2018년 | 2018년   | 2018년     |
| 회차   | 방송일   | AGB 시청률 |
| ------ | -------- | ---------- |
| 제1회  | 7월 16일 | 2.375%     |
| 제2회  | 7월 17일 | 2.459%     |
| 제3회  | 7월 23일 | 2.368%     |
| 제4회  | 7월 24일 | 2.700%     |
| 제5회  | 7월 30일 | 2.477%     |
| 제6회  | 7월 31일 | 2.396%     |
| 제7회  | 8월 6일  | 2.384%     |
| 제8회  | 8월 7일  | 2.617%     |
| 제9회  | 8월 13일 | 2.212%     |
| 제10회 | 8월 14일 | 2.405%     |
| 제11회 | 8월 20일 | 2.234%     |
| 제12회 | 8월 21일 | 2.205%     |
| 제13회 | 8월 27일 | 2.722%     |
| 제14회 | 8월 28일 | 3.239%     |

## 같이 보기
- 식샤를 합시다
- 식샤를 합시다 2